# Toftlund
Toftlund è un centro abitato del comune di Tønder, nella regione della Danimarca Meridionale. Si trova lungo la strada che collega Tønder con Kolding, 33 km a nord-est del comune, 24 km a nord-ovest di Rødekro, 24 km a est di Skærbæk e 21 km a sud-ovest di Vojens. Nel gennaio 2024 la sua popolazione era di 3.269 abitanti.

## Storia
La città che oggi è conosciuta come Toftlund era in origine divisa in due cittadine che fino alla metà del XX secolo si espansero insieme: Herrested a sud, sviluppatasi attorno alla chiesa la cui costruzione è documentata intorno al 1100, e Toftlund a nord. Dal 1864 al 1920, come il territorio restante dello Jutland Meridionale, era parte della Prussia. I prussiani avevano bisogno di un centro amministrativo e scelsero Toftlund come sito adatto alla fondazione di una nuova città nella quale impiegare amministratori germanici provenienti dal Sud. Dal 1904 al 1939 Toftlund ebbe una stazione ferroviaria che la collegava alla vicina Haderslev. Dal 1970 a tutto il 2006, Toftlund era la sede amministrativa dell'ex comune di Nørre-Rangstrup.

## Il Centro Brundtland
Nel 1990 a Toftlund venne avviato un progetto supportato dall'Unione europea sull'efficienza energetica, in cooperazione con il vicino comune tedesco di Bredstedt, nello Schleswig-Holstein. Il Centro Brundtland venne costruito con l'avallo della Commissione Brundtland nella zona meridionale della città e fu dichiarato l'unico centro danese in linea con le indicazioni del Rapporto Brundtland: l'elettricità viene prodotta tramite celle e collettori solari. Ospitò parecchie società finalizzate a produrre fonti di energia economiche ed efficienti. 
Oggi i locali del centro sono utilizzati principalmente per feste, mostre, riunioni.

## Progetto di rinnovamento
Nel 2018 il comune di Tønder ha stanziato 17 milioni di corone danesi per un progetto di rinnovamento della città di  Toftlund che dovrebbe essere realizzato entro il 2030.